# گری مککی استیون
گری مککی استیون (انگلیسی: Gary Mackay-Steven؛ زادهٔ ۳۱ اوت ۱۹۹۰) بازیکن فوتبال اهل اسکاتلند است.

## باشگاهی
از باشگاه‌هایی که در آن بازی کرده‌است می‌توان به باشگاه فوتبال فولام، باشگاه فوتبال لیورپول، باشگاه فوتبال داندی یونایتد، باشگاه فوتبال سلتیک، و تیم ملی فوتبال اسکاتلند اشاره کرد.

## تیم ملی
وی همچنین در تیم ملی فوتبال زیر ۲۱ سال اسکاتلند بازی کرده‌است.